# Tipula (Sinotipula) griseipennis
Tipula (Sinotipula) griseipennis is een tweevleugelige uit de familie langpootmuggen (Tipulidae). De soort komt voor in het Palearctisch en Oriëntaals gebied.